# Robe à la française

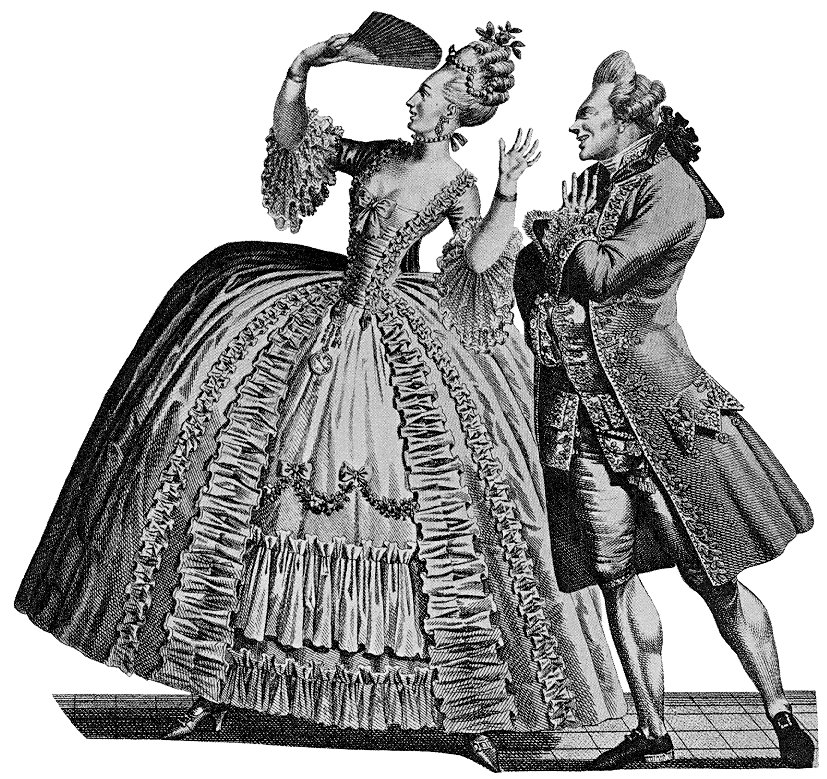
Pareja vestida a la moda de 1778, la mujer lleva un vestido de gala à la française.

Un robe à la française fue un vestido femenino muy de moda en el siglo XVIII, también se le conocía como robe à paniers (vestido con tontillo). 
Su desarrollo se vio interrumpido por la Revolución francesa y la adopción de modas más sencillas.
Antiguamente se le conocía en francés con el término saque, en alemán se le denomina contouche, en italiano andrienne', y sack-dress en inglés.

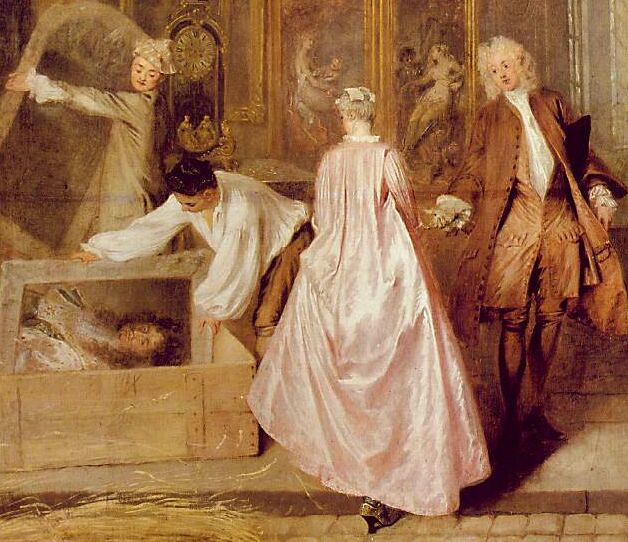
Detalle de una obra de Watteau donde se aprecia una dama luciendo una Robe à la française y portando a la espalda un pliegue Watteau.

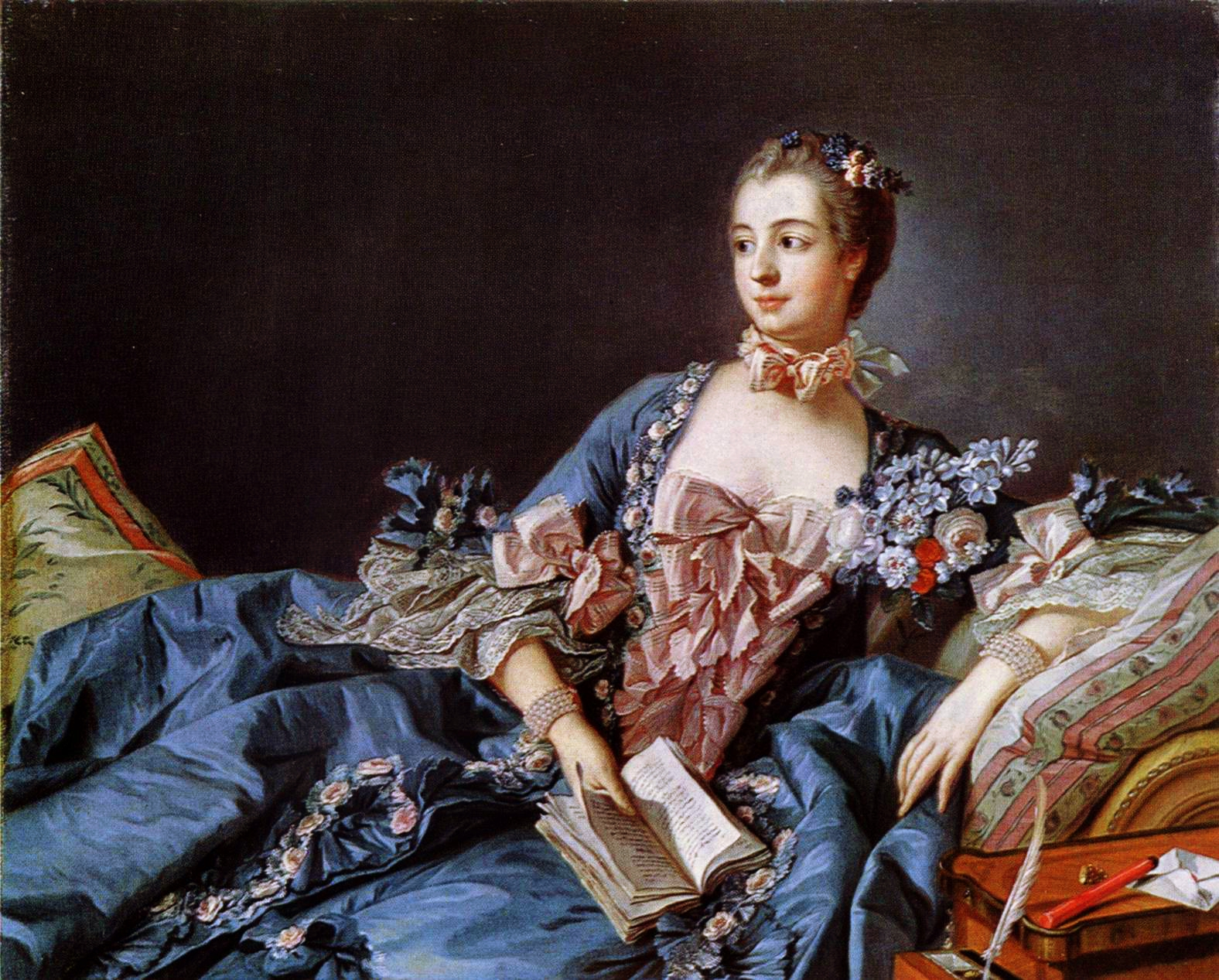
Retrato de Madame de Pompadour por Boucher donde se observa una pieza del estómago decorada con lazos de seda.

Este vestido estaba constituido por un corsé muy ajustado que se fijaba a una falda puesta sobre numerosas enaguas que, a la vez, iban colocadas sobre un armazón que daba volumen a las caderas denominado pannier (‘cesto’ en francés), en los países de habla castellana se le conoció como tontillo.
Los elementos más importantes que componían este conjunto eran:
- Los pliegues Watteau (o à la Watteau), colocados en la espalda a guisa de capa, caían de la nuca al suelo; su nombre se debió a la pasión del pintor Antoine Watteau por este tipo de prendas, que inmortalizó en muchas de sus obras. Desaparecerían con la puesta en boga de la más simplificada robe à la anglaise.
- La pieza del estómago, era la pieza de tejido con forma triangular y frecuentemente enderezada con barbas de ballena que se utilizaba para cubrir la vista del corsé en la parte del pecho; solía estar profusamente decorada con lazos o seda plegada.